# Анонімні твори
Аноні́мні тво́ри (грец. αν — без, ανομα -ім'я) — твори, які набули поширення без імені автора («Слово о полку Ігоревім», староруські повісті та ін.). Анонімність творів іноді була для авторів засобом уникнути переслідувань цензури. Анонімно видано деякі твори Шевченка (наприклад, «Наймичка» без підпису автора в «Записках о Южной Руси», т. 2, 1857), Вольтера, Руссо, Радіщева, Чернишевського. Багато творів Шевченка, Пушкіна, Лєрмонтова та ін. поширювались анонімно в рукописах. Щоб встановити ім'я автора часто проводять спеціальні вивчення історичних документів, аналізують стиль.
У поліграфії кожна книжка повинна бути підписана автором, головним редактором, художнім редактором, коректором. Анонімні твори в поліграфії — це дуже негативне явище. В кожного рукопису, який приносять у видавництво повинен бути автор. Від порушень авторських прав страждають не тільки конкретні правовласники — автори і легальні видавці, але і держава в цілому, оскільки такі правопорушення пов'язані з ухиленням від сплати податків та їх приховуванням. Якщо автор видання не хоче оприлюднювати своє прізвище та ім'я, то найчастіше в цьому випадку беруть псевдонім.
Найпоширеніше явище анонімних творів, які ми можемо бачити кожен день — це написи на стінах будинків, огорожах. Такі дії пошкоджують чужу власнісь. Люди, які цим займаються, можуть бути притягнуті до відповідальності правоохоронними органами. В деяких країнах за таку шкоду чужій власності є дуже жорсткі покарання.
Соціальні медіа уможливлюють персональність та анонімність одночасно. В українських реаліях ця анонімність спонукає до безвідповідальності та вульгарності у записах чи коментарях. Таку думку висловив ректор УКУ о. д-р Борис Ґудзяк у інтерв'ю «Телекритиці», — інформує ЗІК пресс-служба УКУ. На думку ректора, у такому випадку варто зберігати принципи, які мають деякі сайти і форуми, — не допускати анонімності. «Коли людина є слабка, то вона ховається. Це часто пов'язано з якоюсь спокусою. А медіа можуть допомогти людині бути на світлі, а не в темноті». На запитання про те, з чим пов'язана вульгарність у блогах та коментарях в українському медіапросторі, отець зазначив: «Мені здається, що драстичність вислову, а то й вульгарність української блогосфери, є на порядок вищою, ніж у багатьох Західних країнах, де також форуми рясніють розгнузданою лексикою і висловами. Наше суспільство подібне до підлітка, який отримав свободу, половину своєї голови помалював зеленим кольором, половину — фіолетовим, якусь річ причепив у носі, але це не має жодної філософії, бо він просто випробовує свою свободу. Це перехідний етап до певної стабілізації і заспокоєння у свободі та гідності».